# 2011年の教育
2011年の教育（2011ねんのきょういく）では、2011年（平成23年）の教育分野に関する出来事について記述する。

## できごと

### 1月
- 15日 - 16日 - 大学入試センター試験[1]。

### 4月
- 1日 - 小学校での新しい学習指導要領に沿った授業が全教科で始められ、NIEなどの導入が推進された[2][3]。
- 15日 - 公立小学校の第1学年を40人学級から35人学級に引き下げるための「改正義務教育標準法」が参議院の本会議で全会一致により可決された[4][5]。